# Васильєва Антоніна Іванівна
Антоні́на Іва́нівна Васи́льєва  — (*27 грудня 1910, Санкт-Петербург, Російська імперія — 1 січня 1997, Тель-Авів, Ізраїль) — українська балерина і педагог, народна артистка УРСР (з 1946).

## Життєпис
Уперше виконувала партію Лілеї в однойменному балеті К. Данькевича за мотивами творів Тараса Шевченка (1940), в цій партії виступала і в 1945 та 1956 (всі — в Київському театрі опери та балету імені Тараса Григоровича Шевченка).